# Igor Petrovics Volk
Igor Petrovics Volk (orosz betűkkel: Игорь Петрович Волк; Zmijiv, 1937. április 12. – Zsukovszkij, 2017. január 3.) szovjet-orosz berepülőpilóta és űrhajós. Egy berepülés során ő hajtotta végre először az extrém nagy állásszöggel végezhető kobramanővert.

## Életpálya

### Tanulmányai
Az Ukrán SZSZK Harkovi területén fekvő Zmijivben született. Ott kezdte középiskolai tanulmányait a városi 2. sz. középiskolában, majd a Tengermelléki határterületen fekvő Vorosilov (napjainkban: Usszurijszk) 14. sz. középiskolájában tanult. A középiskolai tanulmányait végül a Kurszkban, a helyi 5. sz. középiskolában fejezte be. Kurszkban a helyi repülőklubban kezdett el repülni, első felszállását 1954-ben hajtotta végre.

### Katonai pályafutása
1954-től a Szovjet Hadseregben szolgált. Két év alatt elvégezte Kirovográdban (napjainkban: Kropivnickij) a katonai repülő főiskolát és repülőgép-vezetői végzettséget szerzett. 1956-túl a Szovjet Hadsereg Bakui katonai körzetében szolgált bombázó pilótaként. Il–28 és Tu–16-os bombázókon szolgált. oklevelet. 1956-ban a Moszkvában repülőmérnöki diplomát kapott. Az orosz légierő tesztpilótája.

### Űrhajós pályafutása
1977. július 12-től részesült űrhajóskiképzésben. A Buran űrrepülőgép légköri próbarepülésekre szánt, gázturbinás sugárhajtóművekkel felszerelt prototípusa, a BTSZ–002 első felszállását 1985. november 10-én hajtotta végre a Zsukovszkij repülőtérről Igor Volk (parancsnok) és Rimantas Stankevičius berepülőpilóta (másodpilóta). 11 napot, 19 órát és 14 percet töltött a világűrben. 1996-ban köszönt el az űrhajósoktól.

## Űrrepülések
Szojuz T–12 fedélzetén kapott űrhajós tapasztalatokat, felkészítve a Buran űrrepülőgéppel történő feladat végrehajtásra.

## Kitüntetések
Megkapta a Szovjetunió Hőse kitüntetést, valamint a Lenin-rendet.